# آنزلوو (آیووا)
آنزلوو (به انگلیسی: Onslow) شهری در ایالت آیووا کشور ایالات متحده آمریکا است که جمعیت آن در سرشماری سال ۲۰۱۰ میلادی، ۱۹۷ نفر بوده‌است.